# ژانگ چیونگ‌یه
ژانگ چیونگ‌یه (انگلیسی: Zhang Qiongyue؛ زادهٔ ۱۲ مارس ۲۰۰۴) ورزشکار ورزش تیراندازی اهل چین است.
وی در مسابقات کشوری و بین‌المللی در مجموع برندهٔ ۳ مدال طلا، ۱ مدال نقره، ۲ مدال برنز شده است.